# 크로노스위스

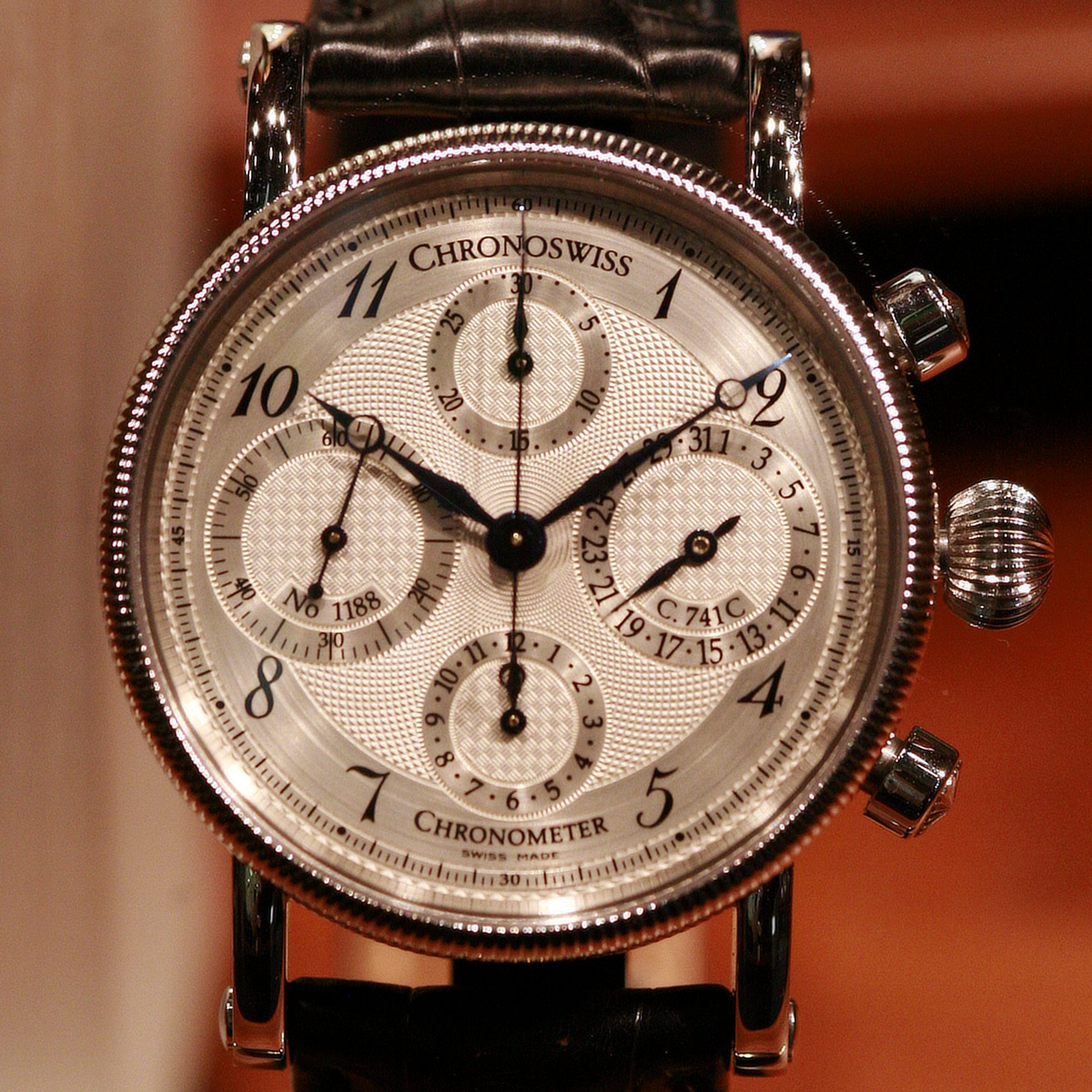
크로노스위스의 시계

크로노스위스(Chronoswiss)는 독일 카를스펠트의 시계 회사이다. 설립자는 게르트 랑으로 스위스 시계브렌드회사 테크호이어에서 일하던 장인이었다. '크로노 스위스'라는 회사명과 다르게 맨 처음 독일 뮌헨에서 개업하였다.
1970년대부터 쿼츠(quartz,수정진동자) 시계가 널리 퍼지고 유명해지면서 테엽시계가 사라져버릴위기에 처하자 위기를 느끼고 세우게 된 회사다. 이 회사는 아직도 직접 수작업으로 테엽시계를 제작하고있는 것으로도 유명하다. 대표적인 제품으로는 그랑 오푸스(grand opus,디아노와DLC:카본 라이크 다이아몬드, 인조 다이아몬드를 뜻함: 기술로 제작한 것으로 유명한 제품), 레귤레이터 등이 있다.
크로노 스위스의 시계제품은 큰 용두와 중세풍의 숫자판이 특징이다.